# Welgemoed naar de grote, wijde wereld van de totale vakantie
Welgemoed naar de grote, wijde wereld van de totale vakantie is een hoorspel van Alfred Behrens. Frischwärts in die große weite Welt des totalen Urlaubs werd op 9 februari 1974 door de Süddeutscher Rundfunk uitgezonden. Gerrit Bussink vertaalde het en de KRO zond het uit in het programma Theater op dinsdag 27 april 1976, van 21:45 uur tot 22:35 uur (met een herhaling op maandag 26 juni 1989). De regisseur was Léon Povel.

## Rolbezetting
- Freek van Hoorn
- Audrey van der Jagt
- Chiel de Kruijf
- Donald de Marcas
- Dore Smit

## Inhoud
De tekst wordt gebracht als een presentatie, waaronder men in de reclamewereld de demonstratie van alle delen van een volledig uitgewerkte campagne verstaat. Ditmaal wordt de "totale vakantie" geconceptualiseerd: die kan in het jaar 2000 niet meer gebeuren in de eerste realiteit, de natuur. Met de laatste snufjes wordt ze gepland voor de tweede realiteit: die van de vervangende multimediale afbeeldingen…